# Спогади про майбутнє (фільм, 2014)
«Спогади про майбутнє» (англ. Testament of Youth) — британський кінофільм режисера Джеймса Кента, що вийшов на екрани в 2014 році. Сценарій фільму оснований на мемуарах Вери Бріттен «Заповіти юності». Прем'єра фільму відбулась в жовтні 2014 року на Лондонському кінофестивалі.

## Сюжет
У 1914 році юна Вера Бріттен, яка мріє стати письменницею, вступає до Оксфордського Сомервіль-коледжу. Коли починається Перша світова війна, її брата Едварда Бріттена, нареченого Роланда Лейтона, а також їх друзів Віктора і Джеффрі посилають на фронт. Бріттен, не бажаючи залишатися осторонь, добровільно вирушає в якості медсестри доглядати за пораненими британськими та німецькими солдатами.
Друзі, як і раніше вважають війну захоплюючою, але Роланд розповідає Вері про свої травматичні фронтові переживання. Він пропонує Вері; вони одружаться під час його наступної відпустки додому. Роланд повертається у Францію, тепер з Едвардом. Наприкінці 1915 року приходить лист про те, що Роланду надано відпустку. Поки Вера чекає його прибуття під час різдвяних канікул, їй дзвонить мати нареченого і каже, що його вбили.
Сім'ю Роланда повідомляють, що він помер «сміливо і безболісно». Після того, як Вера вимагає правди, Джордж Кетлін, який бачив пораненого Ролана в Лувенкурті, визнає, що Роланд помер після вогнепального поранення в живіт від жахливого болю.
В 1917 році Вера просить про переїзд у Францію, щоб бути ближче до Едварда, але її перше призначення — лікувати поранених німців. Вона бачить своїми очима, що вони страждають і вмирають так само, як і англійські солдати. Вера знаходить Едварда серед вмираючих і допомагає врятувати йому життя. Після його одужання вона радіє, що його перевели на безпечний італійський фронт. Едвард наполягає на тому, щоб Вера повернулася в Оксфорд після війни.
Вера повертається додому після нервового зриву. Вона бачить доставлену телеграму і дізнається, що Едвард помер. Зі смертю Джеффрі Терлоу, іншого друга Едварда, Вера втратила у війні чотирьох близьких їй людей.
Повернувшись у Оксфорд, вона бачить уві сні кошмари про смерть Роланда і Едварда. Вініфред Холтбі, ще один студент коледжу, допомагає Вері впоратися з її травмою.
Вона відвідує публічні збори, на якому спікери обговорюють, як покарати Німеччину за війну. Велика частина аудиторії виступає проти Джорджа Кейтліна, який попереджає, що філософія «око за око» може призвести до нової війни. Вера визнає свою провину за те, що переконала свого батька дозволити Едварду приєднатися до армії, і розповідає про те, як вона тримала руку вмираючого німецького солдата, який нічим не відрізнявся від її брата або нареченого. Вона каже, що їх смерть має значення «тільки якщо ми станемо зараз і скажемо "Ні війні і помсті".
Тепер пацифістка, Вера обіцяє своїм близьким померлим, що не забуде їх.

## У ролях
- Алісія Вікандер — Вера Бріттен
- Кіт Герінґтон — Роланд Лейтон
- Терон Еджертон — Едвард Бріттен
- Колін Морган — Віктор Річардсон
- Емілі Вотсон — місіс Бріттен
- Домінік Вест — містер Бріттен
- Гейлі Етвел — Гоуп
- Міранда Річардсон — міс Лоример
- Александра Роуч — Вініфред Голтбі
- Анна Ченселлор — місіс Лейтон

## Сприйняття
Фільм отримав схвальні відгуки кінокритиків. На сайті Rotten Tomatoes фільм має рейтинг 84 % на основі 122 рецензій критиків, із середньою оцінкою 7 з 10. Стрічка номінувалася на премію британського незалежного кіно в категорії «краща акторка» (Алісія Вікандер) і на премію Лондонського гуртка кінокритиків в категорії «прорив британського кінематографіста» (Джеймс Кент).